# Miklós Haraszti

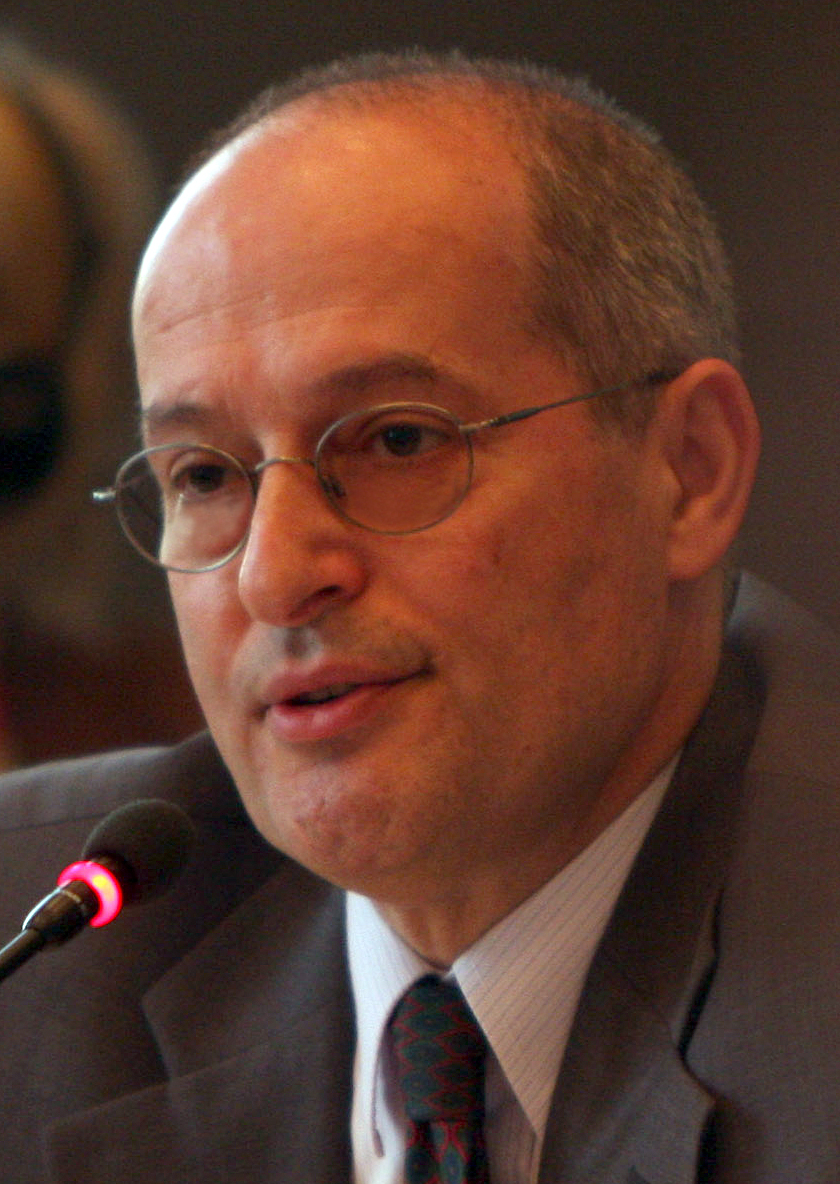
Miklós Haraszti

Miklós Haraszti (Jeruzalem, 2 januari 1945) is een Hongaars schrijver, journalist en mensenrechtenactivist. Van 2004 tot 2010 was hij OVSE-afgevaardigde voor de persvrijheid.

## Biografie
Zijn vader was horlogemaker in Boedapest die, voordat hij door de arbeidsdienst werd opgeroepen, in 1939 naar Palestina vluchtte; zijn moeder was afkomstig uit Munkács  (thans Oekraïne) en was in 1941 vanwege de Jodenvervolgingen eveneens naar Palestina gevlucht. De familie keerde in 1948 naar Hongarije terug.
Hij studeerde aan de Eötvös Loránd Tudományegyetem in Boedapest tussen 1964 en 1967 en tussen 1968 en 1970  Hongaarse literatuur en filosofie. Tussen 1963 en 1964 werkte hij als onbevoegd opvoeder in Dunaföldvár en Paks. Vanaf 1963 begon hij te publiceren: gedichten, liedjes, artikelen voor de literaire pers. Hij vertaalde het liedje Sixteen Tons voor de band Gerilla in het Hongaars.
In 1969 verscheen de bundel Költők, dalok, forradalmak (Gedichten, liedjes, revoluties), een verzameling vertalingen. Tussen 1969 en 1970 was hij organisator van de linkse studentenbeweging die kritisch staat tegenover het systeem. In 1970 werd hij onder politietoezicht geplaatst, zodat hij zijn opleiding niet kon vervolgen. Tussen 1970 en 1971 werkte hij als metaalfrezer bij Ganz–MÁVAG en ‘Vörös Csillag Traktorgyár’ (Tractorfabriek De Rode Ster). Hij schreef zijn ervaringen neer in het boek Darabbér (Stukloon), dat een aanzet was op weg naar de oprichting van een Hongaarse georganiseerde oppositie. Het handgeschreven manuscript werd door de politie in beslag genomen. Hij werd beschuldigd van opruiing tegen de staat en kreeg een voorwaardelijke straf van 8 maanden. In 1977 was hij een van de oprichters van de Szamizdat-beweging. Tussen 1981 en 1989 was hij redacteur van het szamizdat-tijdschrift Beszélő (Spreker). In 1985 was hij de eerste deelnemer van de oppositie in de Monori-groep. In 1988 was hij een van de oprichtende leden van het ‘Netwerk van de Vrije Initiatiefnemers’ en van de 'Alliantie van Vrije Democraten' (SZDSZ). Hij nam deel aan de zitting van de oppositie in de rondetafelgesprekken.
Van 1978 tot 1980 woonde hij in het Westen.  Van 1988 tot 1989 verbleef hij in de Verenigde Staten, meer bepaald in de staat New York waar hij gastleraar was aan het Bard College. Tussen 1994 en 1995 was hij ook gastleraar aan de universiteit van Chicago. In 1999 speelde hij een rol in een documentairefilm over Pol Pot.
Van 1989 tot 1991 en tussen 2000 en 2001 – onder het voorzitterschap van Gábor Demszky – was hij lid van de ‘Korps van Advocaten’ en vanaf 1991 was hij vele jaren lid van de ‘Országos Tanács’ (Landelijke Raad). Van 1990 tot 1994 was hij lid van het Europees Parlement en woordvoerder van de fractie van ‘Vrije Democraten’. In 1998 en 2002 stond hij op de kandidatenlijst. Op 13 juli 2009 stapte hij echter uit de partij.
Tussen 1997 en 2000 was hij lid van de raad van bestuur bij de Hongaarse radio en van 2002 was hij lid van de toezichtsraad bij de Hongaarse televisie. Van 2004 tot 2010 was hij OVSE-afgevaardigde voor de persvrijheid.
Zijn echtgenote is Antónia Szenthe. Het gezin heeft twee kinderen.

## Oeuvre
- Költők, dalok, forradalmak (vertaald werk, 1969)
- Darabbér (eerste uitgave: Berlijn, (1975); tweede uitgave: Parijs, 1980). Nederlandse vertaling: Baarn, 1976. (vert. E. van Assendorp-Kisjókai).
- L'Artist d'Etat (Parijs, (1983)
- A cenzúra esztétikája (Onafhankelijke Szamizdat uitgave,  1986)
- The Velvet Prison (New York,  1987)
- Kései bevezetés a Kádár-rendszerbe (1980, uitgegeven in: 1990)

## Bron
Dit artikel of een eerdere versie ervan is vertaald vanaf de Hongaarstalige Wikipedia, die onder de licentie Creative Commons Naamsvermelding/Gelijk delen valt. Zie deze pagina voor de bewerkingsgeschiedenis.
- Bibliothèque nationale de France: cb11906875d (data)
- Gemeinsame Normdatei: 123629071
- International Standard Name Identifier: 0000 0001 2028 7537
- Library of Congress Control Number: n83212830
- Nationale Bibliotheek van Tsjechië: uk2011391415
- Nationale Bibliotheek van Israël: 987007276611105171
- Nederlandse Thesaurus van Auteursnamen: 069283494
- LIBRIS: 305626
- Système universitaire de documentation: 026914506
- Virtual International Authority File: 76301182
- WorldCat: E39PBJv8F6J4tGQd83MmF7jQv3